# Bélgica nos Jogos Olímpicos de Inverno de 2006
A Bélgica mandou 4 competidores para os Jogos Olímpicos de Inverno de 2006, em Turim, na Itália. A delegação não conquistou nenhuma medalha.

## Desempenho

### Patinação artística
| Atleta               | Evento               | Programa curto | Programa curto | Programa longo | Programa longo | Total  | Total |
| Atleta               | Evento               | Pontos         | Pos.           | Pontos         | Pos.           | Pontos | Pos.  |
| -------------------- | -------------------- | -------------- | -------------- | -------------- | -------------- | ------ | ----- |
| Kevin Van Der Perren | Individual masculino | 65.36          | 13 Q           | 132.03         | 8              | 197.39 | 9     |

### Patinação de velocidade
Individual
| Atleta        | Evento            | 1ª corrida | 1ª corrida | 2ª corrida | 2ª corrida | Final    | Final |
| Atleta        | Evento            | Tempo      | Pos.       | Tempo      | Pos.       | Tempo    | Pos.  |
| ------------- | ----------------- | ---------- | ---------- | ---------- | ---------- | -------- | ----- |
| Bart Veldkamp | 5000 m masculino  |            |            |            |            | 6:32.02  | 13    |
| Bart Veldkamp | 10000 m masculino |            |            |            |            | 13:48.12 | 14    |

### Patinação de velocidade em pista curta
| Atleta       | Evento           | Preliminar | Preliminar | Quartas     | Quartas     | Semifinal   | Semifinal   | Final       | Final |     |     |
| Atleta       | Evento           | Tempo      | Pos.       | Tempo       | Pos.        | Tempo       | Pos.        | Tempo       | Pos.  |     |     |
| ------------ | ---------------- | ---------- | ---------- | ----------- | ----------- | ----------- | ----------- | ----------- | ----- | --- | --- |
| Wim de Deyne | 500 m masculino  | 42.883     | 1 Q        | 42.979      | 3           | Não avançou | Não avançou | Não avançou | 8     |     |     |
| Wim de Deyne | 1500 m masculino | DSQ        | DSQ        | DSQ         | DSQ         | DSQ         | DSQ         | DSQ         | DSQ   |     |     |
| Pieter Gysel | 500 m masculino  | 42.980     | 4          | Não avançou | Não avançou | Não avançou | Não avançou | Não avançou | 19    |     |     |
| Pieter Gysel | 1000 m masculino | 1:27.994   | 3 Q        | 1:28.335    | 2 Q         | DSQ         | DSQ         | DSQ         | DSQ   |     |     |
| Pieter Gysel | 1500 m masculino | 2:23.411   | 2 Q        | DSQ         | DSQ         | DSQ         | DSQ         | DSQ         | DSQ   | DSQ | DSQ |

Legenda
| Recorde mundial      | Recorde mundial (World record)               |                       | Recorde africano                      | Recorde africano (African) |                                           | Q | Classificado por posição (Qualified) |
| Recorde olímpico     | Recorde olímpico (Olympic record)            | Recorde da América    | Recorde da América (Americas)         | q                          | Classificado por melhor tempo (Qualified) |   |                                      |
| Melhor marca do ano  | Melhor marca do ano (World leading)          | Recorde asiático      | Recorde asiático (Asian)              | DNS                        | Não largou (Did not start)                |   |                                      |
| Recorde nacional     | Recorde nacional (National record)           | Recorde europeu       | Recorde europeu (European)            | DNF                        | Não terminou (Did not finish)             |   |                                      |
| Recorde pessoal      | Recorde pessoal do atleta (Personal best)    | Recorde da Oceania    | Recorde da Oceania (Oceania)          | DSQ / DQ                   | Desclassificado (Disqualified)            |   |                                      |
| Recorde da temporada | Recorde da temporada do atleta (Season best) | Recorde sul-americano | Recorde sul-americano (South America) | NM                         | Sem marca (No mark)                       |   |                                      |